# 奴玛乡
奴玛乡（藏語：ནུ་མ་），是中华人民共和国西藏自治区日喀则市南木林县下辖的一个乡镇级行政单位。

## 行政区划
奴玛乡下辖以下地区：
热拉村、通嘎村、卡仓村、普阿村、奴玛村、牛果村、扎雄村和塔冲村。